# Hyperloop

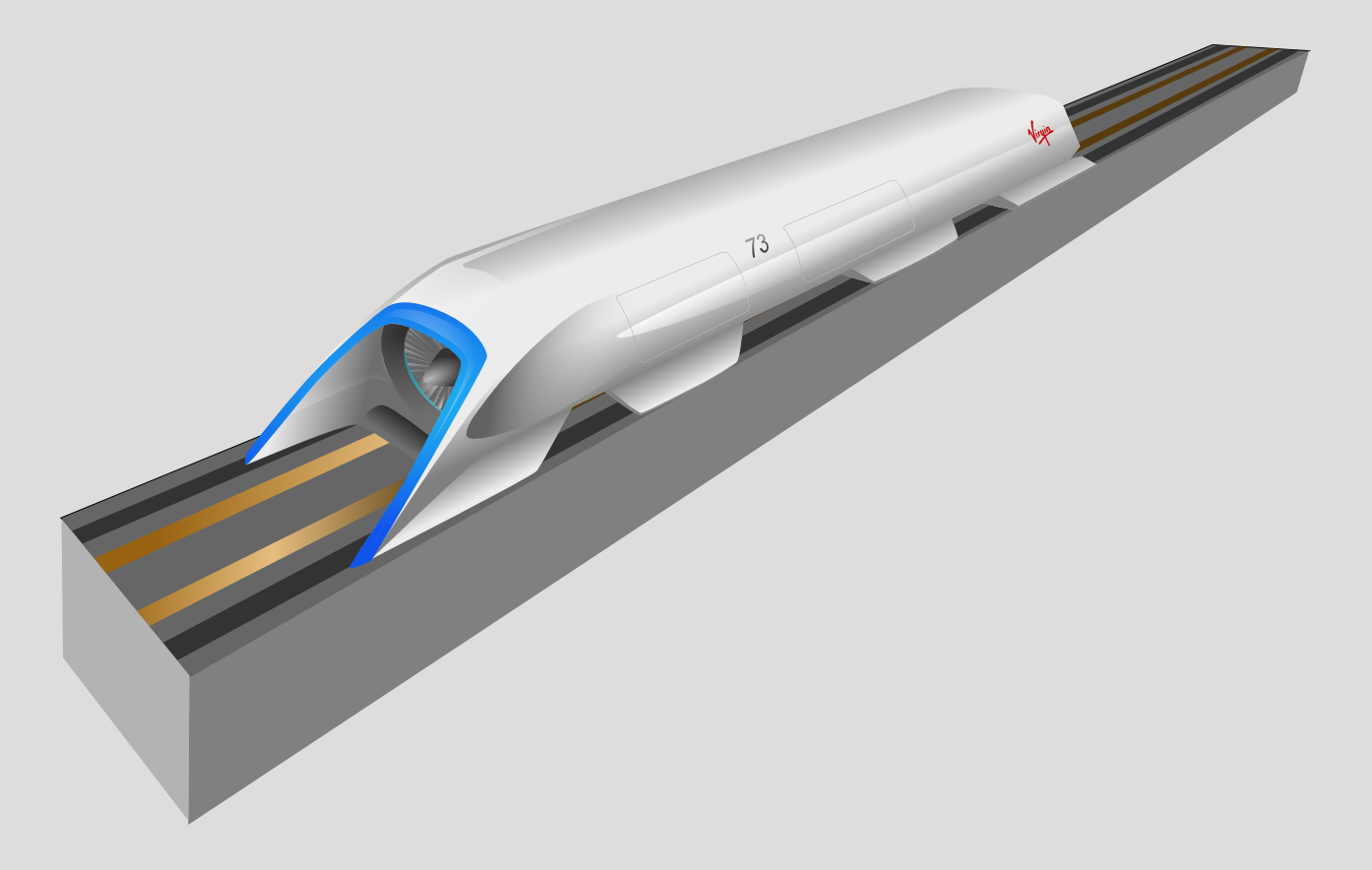
En konceptdesign av Hyperloop

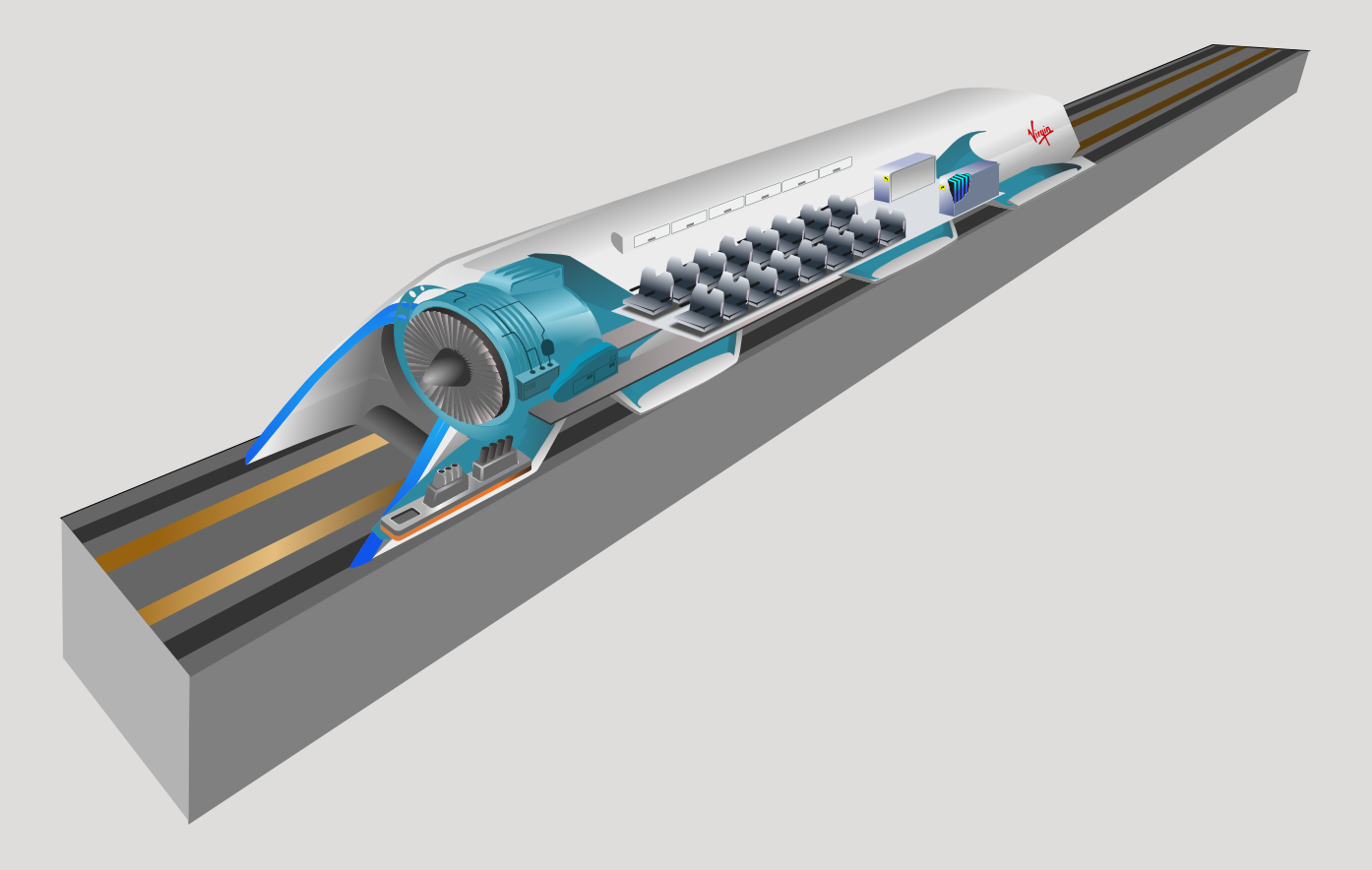
Ett exempel på hur det kan se ut på insidan av Hyperloop (konceptdesign).

Hyperloop är ett varumärke för ett nytt transportsystem för passagerar- och godstrafik. Varje bana hos Hyperloop består av ett stålrör med lågt lufttryck, vilket gör att  luftmotståndet blir lågt. I stålrören transporteras kapslar, som dras och bromsas med hjälp av elektriska, så kallade linjära induktionsmotorer. Enligt tidiga beräkningar ska systemet kunna transportera kapslarna i hastigheter över 1 200 km/t.